# 有明ジャンクション

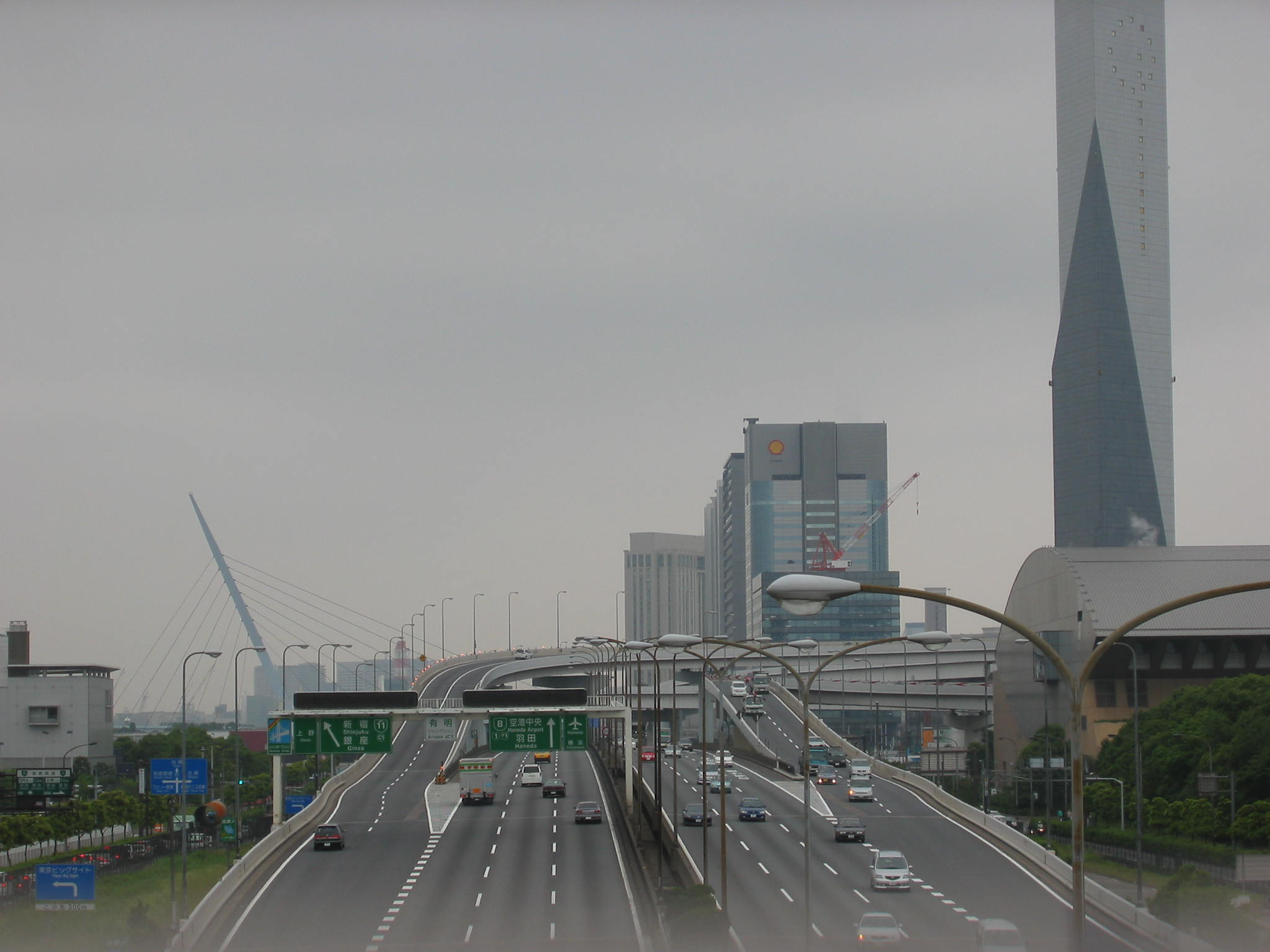
有明ジャンクション

有明ジャンクション（ありあけジャンクション）は、東京都江東区（一部港区）にある、首都高速道路の高速湾岸線と11号台場線を結ぶジャンクション。
この先湾岸線の横浜方面には危険物積載車両の通行が禁止されている東京港トンネルがあるため、浦安方面から来た当該車両は11号台場線へ迂回する必要がある。同様に11号台場線から来た当該車両は浦安方面へしか行くことができない。なお危険物積載車両通行規制は当JCTから東扇島出入口まで続いている。
11号台場線はオートバイの二人乗りが禁止されている。

## 連絡している路線
- 首都高速湾岸線
- 首都高速11号台場線

## 隣
首都高速湾岸線
(B22)臨海副都心出入口 - 有明JCT - 東雲JCT - (B23)有明出入口
首都高速11号台場線
(1101)台場出入口 - 有明JCT